# Деремисти
Деремести, Дерамести или Дереместаји (лат. Deraemistae) назив је једног илирског племена. Деремести су још једно касније формирано племе и били састављен од делова неколико других племена, као што су Озуаји, Тауланти, Партени, Хемасини, Артитаји, Армистаји и други. Деремести су имала 30 децурија.